# Dance for Burgess
Pour les articles homonymes, voir Burgess.
Dance for Burgess est une courte pièce pour orchestre de chambre d'Edgard Varèse composée en 1949. Elle fut créée le 6 janvier 1950 à New York, mais ne fut éditée qu'en 1998 par Ricordi, grâce à Chou Wen-chung, l'exécuteur testamentaire de Varèse.

## Histoire de la composition et de la création
Dance for Burgess est dédié au danseur Burgess Meredith.

## Nomenclature
Cette pièce est composée pour un orchestre de chambre comprenant, outre les cordes, 1 flûte piccolo, 1 clarinette en mi bémol, 1 clarinette en si bémol, 1 saxophone ténor, 1 cor, 2 trompettes, 1 trombone, 1 tuba, 3 percussionnistes et 1 piano,.

## Structure
Dance for Burgess est une pièce courte, durant moins de deux minutes.

## Discographie
- Christopher Lyndon-Gee, dirigeant l'Orchestre de la radio polonaise (4 novembre 2005, Naxos 8.557882) (OCLC 718362423)
- Riccardo Chailly, dirigeant le Concertgebouw d'Amsterdam (mai 1998, Decca 460 208-2) (OCLC 55524287)